# Ekološka ravnoteža
Ekološka ravnoteža postoji u svakom ekosistemu, u čitavoj biosferi. Balans u ekosistemu, odnosno lancu ishrane, je uslovljen prvim i drugim zakonom termodinamike. Prema prvom, energija se ne može stvoriti, niti uništiti. Ona se može transformisati, odnosno promeniti svoj oblik. Iz ovoga sledi drugi zakon termodinamike, po kom, u zatvorenim sistemima, raste entropija, tj.neuređenost. Primenjeno na ekosistem i lanac ishrane, ovo znači da:
- Sva energija koju drugi organizmi i mi koristimo svakodnevno za rast, kretanje, učenje, razmišljanje,disanje i sve ostale funkcije, potiče od Sunca, a kroz lanac ishrane se transformiše;
- Od ukupne količine energije koja ulazi u lanac ishrane, na svaki sledeći nivo se prenosi svega 10 procenata; ostatak odlazi u vidu toplote (neuređeni oblik koji nije moguće prenositi na sledeći nivo).

## Primeri
U svojim aktivnostima u biosferi, čovek kao vrsta, je čvrsto i neodvojivo povezan s ostalim komponentama ekosistema. Postojanje „homo sapiensa“ je uslovljeno interakcijama i održavanjem ekološke ravnoteže. Nesmotrenim aktivnostima, čovek uništava staništa, ili naseljava pojedine vrste biljaka i životinja tamo gde ranije nisu živele, namerno ili slučajno. Često stvara poremećaje ekološke ravnoteže,što može dovesti do neželjenih posledica. 
Brojni su primeri biljnih i životinjskih vrsta koje je čovek slučajno uneo u pojedine delove sveta, a da su onda one svojim prisustvom izazvale čak i teške poremećaje u već postojećim ekosistemima.To mogu biti štetni insekti, koji su se prenamnožili i postali štetočine. U Ameriku je slučajno prenet leptir gubar, čije su gusenice nanele oziljne štete američkim šumama. 
Svaka promena izaziva postepeno niz drugih, uzastopnih promena. Jedan od najpoznatijih primera jeste unošenje kunića u Australiju, polovinom 19.veka, u vreme nastanjivanja evropskih doseljenika. 
S obzirom na to da na australijskom kontinentu kunići nemaju prirodnih neprijatelja, veoma brzo su se prilagodili novim uslovima, ali i drastično namnožili. Pošto se hrane travom, uništili su pašnjake, te su gajene ovce ostale bez hrane, što je direktno uticalo na stočarstvo i ekonomiju zemlje. Nakon više neuspelih mera i pokušaja uništavanja kunića, uneti su psi i lisice, kao prirodni neprijatelji , ali su se i oni namnožili, te su i oni počeli da se hrane domaćom stokom. Na kraju, uneta je virusna bolest, kojom je zaražena populacija kunića, te se broj znatno smanjio.
Nekoliko vrsta ptica je potpuno uništeno- moa (diornis, koji je živeo na Novom Zelandu), dobro poznat dodo sa Mauricijusa i epiornis sa Madagaskara. Posredno, menjajući životnu sredinu tako da više ne odgovara uslovima života datih vrsta, remetimo ekološku ravnotežu. Određene vrste pate, proređuju se, a na kraju sasvim iščezavaju.